# Boesenbergia loerzingii
Boesenbergia loerzingii là một loài thực vật có hoa trong họ Gừng. Loài này được (Valeton) K.Larsen ex M.F.Newman, Lhuillier & A.D.Poulsen mô tả khoa học đầu tiên năm 2004.